# Xenops
Xenops is een geslacht van zangvogels uit de familie ovenvogels (Furnariidae).

## Soorten
Het geslacht kent de volgende soorten:
- Xenops genibarbis – Amazonische effen xenops
- Xenops mexicanus – Noordelijke effen xenops
- Xenops minutus – Atlantische effen xenops
- Xenops rutilans – Gestreepte xenops
- Xenops tenuirostris – Streepstaartxenops